# Sonata per pianoforte n. 17 (Schubert)
La Sonata per pianoforte n. 17 in Re maggiore op. 53 D850 fu scritta da Franz Schubert nell'agosto 1825 mentre si trovava nella città termale di Bad Gastein. Accompagnata da questa intestazione: Seconde Grande Sonate pour le Pianoforte composée et dédiée à Monsieur C.M. de Bocklet par François Schubert. Oevre 53, la D850 fu la seconda sonata per pianoforte ad essere pubblicata (aprile 1826) mentre l'autore era ancora in vita.

## Storia
Alla fine del mese di maggio del 1825 Schubert raggiunse il suo amico. il baritono Johann Michael Vogl, a Steyr cittadina dell'Alta Austria, da dove partirono per una breve tournée di concerti nei luoghi di villeggiatura. I due amici giunsero a Linz per poi spostarsi a Gmunden, a Salisburgo e alla stazione termale di Gastein. Non essendo l'impegno troppo gravoso, il musicista ebbe molto tempo libero per scrivere le sue composizioni, aiutato anche dalla serenità del momento. A questo periodo risalgono la perduta Sinfonia di Gastein e la sonata in Re maggiore composta sempre nella località termale.
La sonata, composta subito prima della Sinfonia in Do maggiore D944 La Grande scritta quando Schubert rientrò a Vienna, è dedicata a Karl Maria Von Bocklet, un giovane pianista amico del musicista che sarebbe, in seguito, diventato un grande sostenitore e divulgatore delle sue composizioni. La dedica a un virtuoso spiega il carattere brillante ed estroverso della sonata.

## Struttura e analisi
La sonata è in quattro movimenti:
1. Allegro vivace[3] (Re maggiore)
2. Con moto (La maggiore)
3. Scherzo. Allegro vivace (Re maggiore), Trio (Sol maggiore)
4. Rondo. Allegro moderato (Re maggiore)

La struttura formale della sonata è di tipo tradizionale, come è palese già nel primo movimento, Allegro vivace, caratterizzato da due temi, di cui il primo è impetuoso e ben delineato, mentre il secondo è annunciato da un rallentamento del ritmo e assume carattere più sfumato. Il secondo movimento Con moto è in La maggiore ed è di proporzioni molto ampie, inusuali per un tempo lento di sonata; inizia con una melodia calma e fluente dal ritmo regolare che porta poco dopo a un'accelerazione rivelando un secondo tema più vigoroso e ricco di fantasiosità. Nel terzo tempo, Scherzo, ritorna il motivo vivace iniziale a cui ne segue uno danzante, simile a un Ländler. Il Trio seguente è basato totalmente su accordi. L'ultimo tempo, Rondò, si discosta dalle parti precedenti per il tono burlesco; il tema è riproposto più volte dopo diverse variazioni, concludendo la sonata in modo elegante e spiritoso.

## Discografia
- Franz Schubert, The Piano Sonatas, András Schiff, Decca 448390-2

## Riferimenti
- Misha Donat, Voci canore: le sonate per pianoforte di Schubert, note per l'edizione discografica integrale di András Schiff per la Decca